# 会津川口温泉
会津川口温泉（あいづかわぐちおんせん）は、福島県大沼郡金山町にある温泉。
2011年7月の新潟福島豪雨により、唯一の施設である共同浴場「玉縄の湯」が被災、ポンプ故障により以降は営業を休止している。

## 概要
川口地区の野尻川河畔にたたずむ静かな所である。すぐそばに、神秘的な火山カルデラの沼沢湖がある。かつては河畔に露天風呂があるのみだったという。会津川口駅より国道252号の川口橋を渡ってすぐ川口トンネル手前を左折、野尻川沿いに約300m入った所に共同浴場「玉縄の湯」のみが存在する。他に温泉を利用した施設はない。

## 泉質
- 玉縄の湯
  - 塩化物硫酸塩泉
  - 源泉温度41℃
  - 湧出量毎分285リットル
  - 微白濁
  - 加温のうえ、掛け流し

## アクセス
- 鉄道 : 只見線会津川口駅より徒歩約10分。
- 道路 : 磐越自動車道会津坂下ICより約30分。